# Береск
Бе́реск (укр. Береськ) — село в Доросиневской сельской общине Луцкого района Волынской области Украине.
До 2020 года входило в Рожищенский район.
Код КОАТУУ — 0724580601. Население по переписи 2001 года составляет 705 человек. Почтовый индекс — 45135. Телефонный код — 3368. Занимает площадь 3,44 км².